# 복지용구
복지용구(영어: welfare medical device)란 심신기능이 저하되어 일상생활을 영위하는데 지장이 있는 고령의 어르신 또는 노인성 질병 등의 환자에게 일상생활 및 신체활동을 지원하고 인지기능의 유지와 그 기능 향상에 필요한 용구다. 단순히 벽과 마루의 재질 및 색상을 변화시키는 차원에서의 안전손잡이, 경사로 설치 등의 기술 품목을 넘어서 침대, 휠체어와 같은 물건, 장비, 시스템과의 조합을 의미한다.

## 역할
복지용구는 상실된 심신의 기능을 보완하여 일상생활 및 신체활동을 영위할 수 있도록 보조하는 역할을 한다. 장애를 극복하는 의료적 관점에서 자립과 사회참여를 지원하는 사회적 관점으로 바라볼 수 있다. 이러한 개념은 2001년 세계보건기구가 국제장애분류(International Classification of Impaiments Disability and Handicaps; ICIDH, 1982)를 국제기능장애건강 분류로 전화하면서 기존의 장애개념에서 손상, 활동제한, 참여제약을 사용하여 장애를 가진 모든 사람의 사회통합과 사회참여를 강조하는 이론에서 시작된다.

## 효용
복지용구는 노인 또는 노인성 질환의 환자가 독립적으로 생활하거나 요양보호사 또는 관련 간병인이 대상자를 사정하는데 용이하게 도와주는 효용을 가진다. 노화로 인한 노인의 신체적 동작수행 능력의 감퇴 현상은 몇 가지 동작수행을 하기 위해 다른 사람들의 도움을 필요로 한다. 복지용구는 독립성을 올려주고 대상자의 삶의 질을 유지할 수 있게 도와준다.

## 종류
초고령 시대를 유지하기 위해 한국은 노인장기요양보험 재정을 통해 복지용구 사용에 적극적인 지원을 하고 있다. 그 대상으로  이동변기, 목욕의자, 성인용보행기, 안전손잡이, 미끄럼 방지용품, 간이변기, 지팡이, 욕창예방 방석, 욕창예방 매트리스 자세변환용구, 요실금팬티, 휠체어, 전동침대 또는 수동침대, 이동욕조, 목욕리프트, 배회감지기, 경사로 등이 있다.
복지용구의 종류 참고

## 같이 보기
- 휠체어
- 전동침대